# Pullman (Washington)
Pullman az Amerikai Egyesült Államok északnyugati részén, Washington állam Whitman megyéjében elhelyezkedő város. A 2010. évi népszámlálási adatok alapján 29 799 lakosa van.

## Történet
A térség első lakosa az 1876-ban a Palouse folyó partján letelepedő Bolin Farr volt. Egy éven belül Dan McKenzie és William Ellsworth a folyó szemközti partjára költöztek, majd létrehozták Three Forks (a nevet a település a Palouse folyó itt találkozó három ága után kapta) postahivatalát. 1881-ben Orville Stewart megnyitotta a település első kereskedését, Bolin Fair pedig az új város céljára negyvenezer négyzetméternyi földet jelölt ki.
1884-ben Dan McKenzie és a moscow-i Charles Moore a települést George Pullman feltaláló után Pullmanre keresztelte át. Pullman 1888. április 11-én kapott városi rangot, lakosságszáma ekkor 200 fő volt.
1890. március 28-án az állami törvényhozás új főiskola alapításának szándékát jelentette be, azonban a helyszínt nem jelölték ki. Pullman vezetői 0,65 km2 területet ajánlottak fel az új intézményhez, így a kormányzó által kijelölt testület 1891. április 18-án a város mellett döntött. A Washingtoni Mezőgazdasági Főiskola és Tudományos Iskola 1892. január 12-én nyílt meg; 1905-ben Washingtoni Állami Főiskolára keresztelték át, mai nevét (Washingtoni Állami Egyetem) pedig 1959-ben vette fel.
1961-ben elfogadták a város alapszabályát; eszerint a várost a polgármester és egy hét tagú képviselőtestület irányítja, akiket egy városigazgató egészít ki.

## Éghajlat
A város éghajlata 0 °C-os téli átlaghőmérséklettel számolva száraz nyári nedves kontinentális (a Köppen-skála szerint Dsb), azonban közel áll a meleg nyári mediterránhoz (a Köppen-skála szerint Csb). A település nyarai általában szárazak és melegek, melyeket rövid átmenet után hideg, csapadékos tél követ. A Cascade-hegységnek köszönhetően az égbolt az év folyamán általában tiszta, a lehulló csapadék mennyisége pedig kevesebb a hegylánc nyugati oldalán fekvő városokénál megszokottnál. Június és szeptember között szinte soha nem felhős az ég, ezáltal a nyári hőmérséklet-ingadozás a télinél magasabb. Az átlaghőmérséklet a decemberi -1,1 °C-tól az augusztusi 18,7 °C-ig terjed. Az eddigi legalacsonyabb hőmérsékletet (-36 °C) 1968. december 30-án, a legmagasabbat (43 °C) pedig 1961. augusztus 4-én mérték.
| Hónap                                            | Jan.  | Feb.  | Már.  | Ápr.  | Máj. | Jún. | Júl. | Aug. | Szep. | Okt.  | Nov.  | Dec.  | Év    |
| ------------------------------------------------ | ----- | ----- | ----- | ----- | ---- | ---- | ---- | ---- | ----- | ----- | ----- | ----- | ----- |
| Rekord max. hőmérséklet (°C)                     | 16,0  | 19,0  | 23,0  | 31,0  | 34,0 | 41,0 | 40,0 | 43,0 | 38,0  | 32,0  | 23,0  | 20,0  | 43,0  |
| Átlagos max. hőmérséklet (°C)                    | 2,5   | 5,3   | 9,6   | 13,6  | 18,2 | 22,0 | 27,6 | 27,9 | 22,9  | 14,9  | 6,3   | 1,9   | 14,4  |
| Átlagos min. hőmérséklet (°C)                    | −2,9  | −2,2  | −0,1  | 2,1   | 5,3  | 7,5  | 9,7  | 9,6  | 6,1   | 2,3   | −0,7  | −4,0  | 2,8   |
| Rekord min. hőmérséklet (°C)                     | −29,0 | −28,0 | −23,0 | −14,0 | −5,0 | −3,0 | 0,0  | 0,0  | −7,0  | −16,0 | −23,0 | −36,0 | −36,0 |
| Átl. csapadékmennyiség (mm)                      | 46    | 39    | 52    | 40    | 40   | 27   | 18   | 16   | 20    | 34    | 58    | 40    | 430   |
| Forrás: National Weather Service Forecast Office |       |       |       |       |      |      |      |      |       |       |       |       |       |

## Népesség
A 2010-es népszámláláskor a városnak 29 799 lakója, 11 029 háztartása és 3898 családja volt. A népsűrűség 1078,1 fő/km2. A lakóegységek száma 11 966, sűrűségük 432,9 db/km2. A lakosok 79,3%-a fehér, 2,3%-a afroamerikai, 0,7%-a indián, 11,2%-a ázsiai, 0,3%-a a Csendes-óceáni szigetekről származik, 1,9%-a egyéb, 4,4%-a pedig kettő vagy több etnikumú. A spanyol vagy latino származásúak aránya 5,4% (3,7% mexikói, 0,3% Puerto Ricó-i, 0,1% kubai, 1,3% egyéb spanyol vagy latino származású.)
A háztartások 16,4%-ában élt 18 évnél fiatalabb. 28,5% házas, 4,7% egyedülálló nő, 2,1% egyedülálló férfi, 64,7% pedig nem család. 34,5% egyedül élt; 4,4%-uk 65 éves vagy idősebb. Egy háztartásban átlagosan 2,18 személy élt; a családok átlagmérete 2,88 fő.
A medián életkor 22,3 év volt. A város lakóinak 11,3%-a 18 évesnél fiatalabb, 36,3% 18 és 24 év közötti, 21,7%-uk 25 és 44 év közötti, 10,5%-uk 45 és 64 év közötti, 4,7%-uk pedig 65 éves vagy idősebb. A lakosok 51,3%-a férfi, 48,7%-a pedig nő.

## Kerületek
A település négy hegyen (Military, Pioneer, Sunnyside és College) fekszik. A város északi részén egy ipari park található.
A College Hill a nemzeti jegyzékben is rögzített történelmi hely, a Washingtoni Állami Egyetem is itt található; mivel a hallgatók többsége az egyetem közvetlen vonzáskörzetében él, ezért a kerület éjszakai élete élénk.
Pullmanben három általános iskola (Franklin, Jefferson és Sunnyside Elementary School), egy középiskola (Lincoln Middle School) és egy gimnázium (Pullman High School) található; utóbbinak 700 tanulója van, és a környékbeli felsőoktatási intézményekkel (például WSU és Spokane Falls Közösségi Főiskola) együttműködve felkészítő kurzusokat is kínál.

## Gazdaság és kultúra
A Bloomberg Businessweek szerint 2011 gyermeknevelésre legalkalmasabb washingtoni városa Pullman a megélhetés költségei, a családbarát életmód, a gimnázium színvonala, az egyetem jelenléte és a zöldövezetek mértéke miatt.
1989-ben a városban rendezik meg a Nemzeti Lencsefesztivált, amely során főzőversenyt, éjszakai vásárt és zenés műsorokat tartanak. Az eseményre az egyetemi tanév kezdete előtti utolsó augusztusi hétvégén kerül sor.

## Közlekedés
A várostól 3,2 kilométerre keletre fekszik a Pullman–Moscow-i regionális repülőtér, ahonnan a Horizon Air járataival Seattle érhető el, emellett a Spokane-i nemzetközi repülőtér felé autóbuszos ingajáratok közlekednek. A Greyhound Lines egyes vonalai is érintik a várost, emellett a Pullman Transit helyi járatokat üzemeltet, melyek elsődlegesen az egyetemet és annak környezetét fedik le; a buszokat az egyetemisták külön díjfizetés nélkül igénybe vehetik.

## Híres személyek
- Henry Townley Heald – építőmérnök, a Ford Foundation igazgatója és a New York-i Egyetem rektora[17]
- James Mattis – a tengerészet tábornoka, védelmi államtitkár[18]
- Jean Hegland – regényíró[19]
- John Elway – NFL-quarterback a Denver Broncosnál[20]
- John M. Fabian – a NASA asztronautája[21]
- Kirk Triplett – golfjátékos[22]
- Klay Thompson – NBA-guard a Golden State Warriorsnál[23]
- Pat Beach – egykori NFL-játékos[24]
- Ron C. Mittelhammer – a WSU Gazdaságtudományi Iskolájának igazgatója, az Amerikai Agrárgazdasági Szövetség vezetője[25]
- Ryan Leaf – egykori NFL-quarterback a San Diego Chargersnél[26]
- Sherman Alexie – író, költő[27]
- Steve Gleason – NFL-safety a New Orleans Saintsnél[28]
- Tamara Grigsby – wisconsini törvényhozó[29]
- Timm Rosenbach – NFL-quarterback az Arizona Cardinalsnél és a New Orleans Saintsnél[30]
- William La Follette – a kongresszus tagja[31]
- Young Jean Lee – drámaíró[32]

## Testvérváros
- Kaszai, Japán[33]

## Fordítás
Ez a szócikk részben vagy egészben  a   Pullman, Washington című angol Wikipédia-szócikk ezen változatának fordításán alapul.  Az eredeti cikk szerkesztőit annak laptörténete sorolja fel. Ez a jelzés csupán a megfogalmazás eredetét és a szerzői jogokat jelzi, nem szolgál a cikkben szereplő információk forrásmegjelöléseként.